# Бентгаймське графство

Герб графів, що володіли графством

52°18′00″ пн. ш. 7°10′00″ сх. д. / 52.3° пн. ш. 7.166667° сх. д.
Бентгáймське графство (нім. Grafschaft Bentheim) — історичне графство на крайньому заході Німеччини. На рубежі XIX та XX століть займало простір 923 км², а на території проживало 31,2 тис. осіб. Нині, цю територію займає однойменний район у Нижній Саксонії. Головне місто — Бад-Бентгайм.

## Історія
Бентгаймська сеньйорія відома зі 1050 року, з 1116 року — графство. До XIII століття належало роду Сальмів та нащадкам Дірка VI. Потім знаходилося в безперервному володінні одного роду, котрий в 1263 році оволодів Текленбургом, а згодом приєднав міста Штайнфурт та Реда. У XVI столітті володіння цього роду були розділені на три графства — Бентгайм-Бентгайм, Бентгайм-Штайнфурт та Бентгайм-Текленбург.

Володіння Бентгаймів у 1560 році

До середини XVIII століття графи Бентгаймські, чиї землі лежали у безплідній болотистій місцевості, збідніли й увійшли в неоплатні борги перед курфюрстами Ганноверськими (які в той час займали престол однієї з найбагатших країни Європи — Великої Британії). У 1753 році ганноверські війська, нібито на сплату кредиту, окупували їх володіння. Тим не менше за угодою 1806 року Бентгаймське графство  було медіатизовано на користь Великого герцогства Берзького.
Віденський конгрес у дусі компромісу ухвалив розділити колишні графські володіння: місто Бентгайм, відомий своїми мінеральними джерелами, було закріплене за Ганновером (в особі британського короля), а Штайнфурт та Реда — за прусською короною. У 1817 році король Пруссії наділив медіатизованних графів з роду Бентгаймів князівським титулом. І два століття потому всі чотири фамільних замки (Бентгайм, Штайнфурт, Реда і Гогенлімбург у Гаґені) як і раніше належать членам роду Бентгаймів.

## Володіння

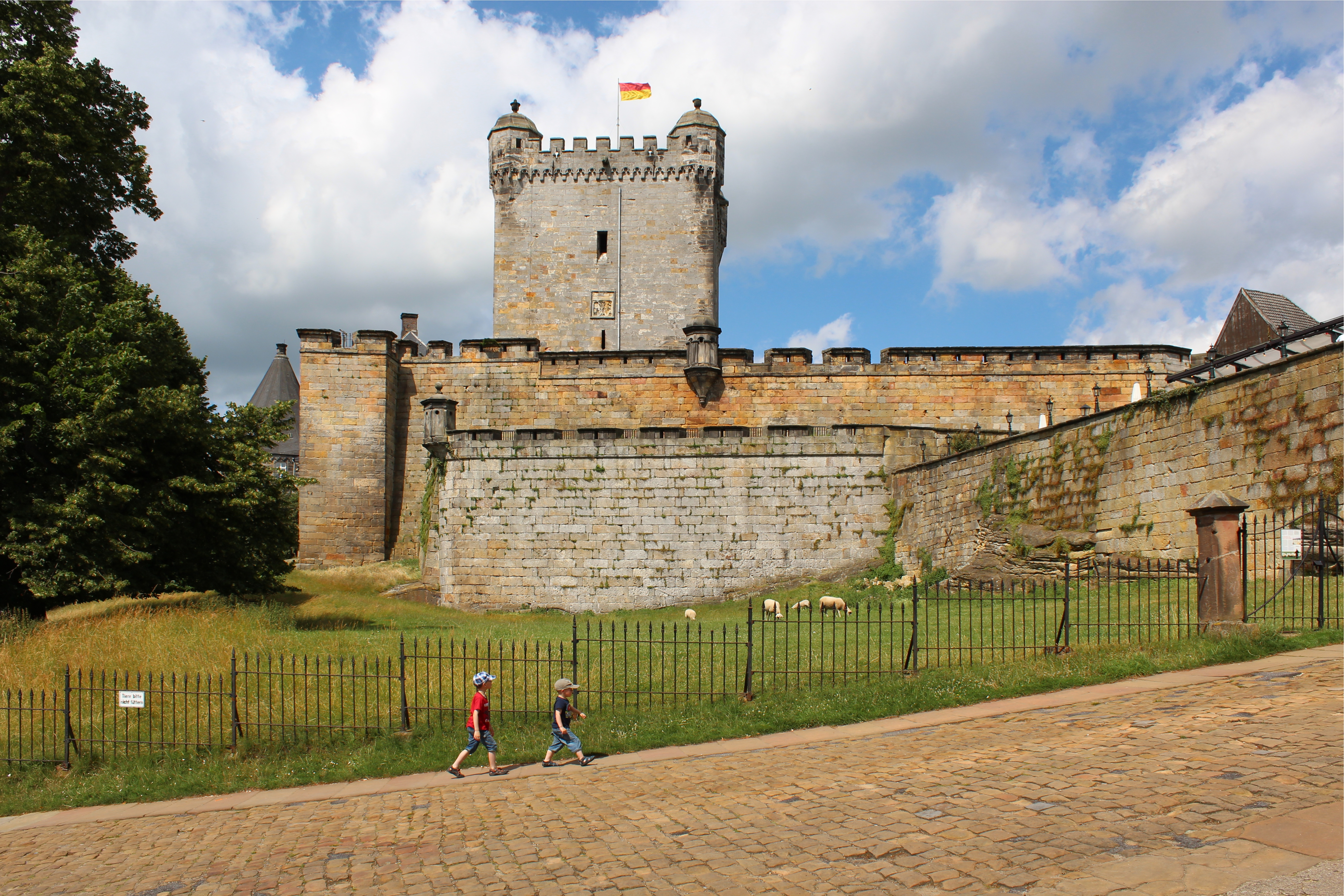
Бентгаймський замок
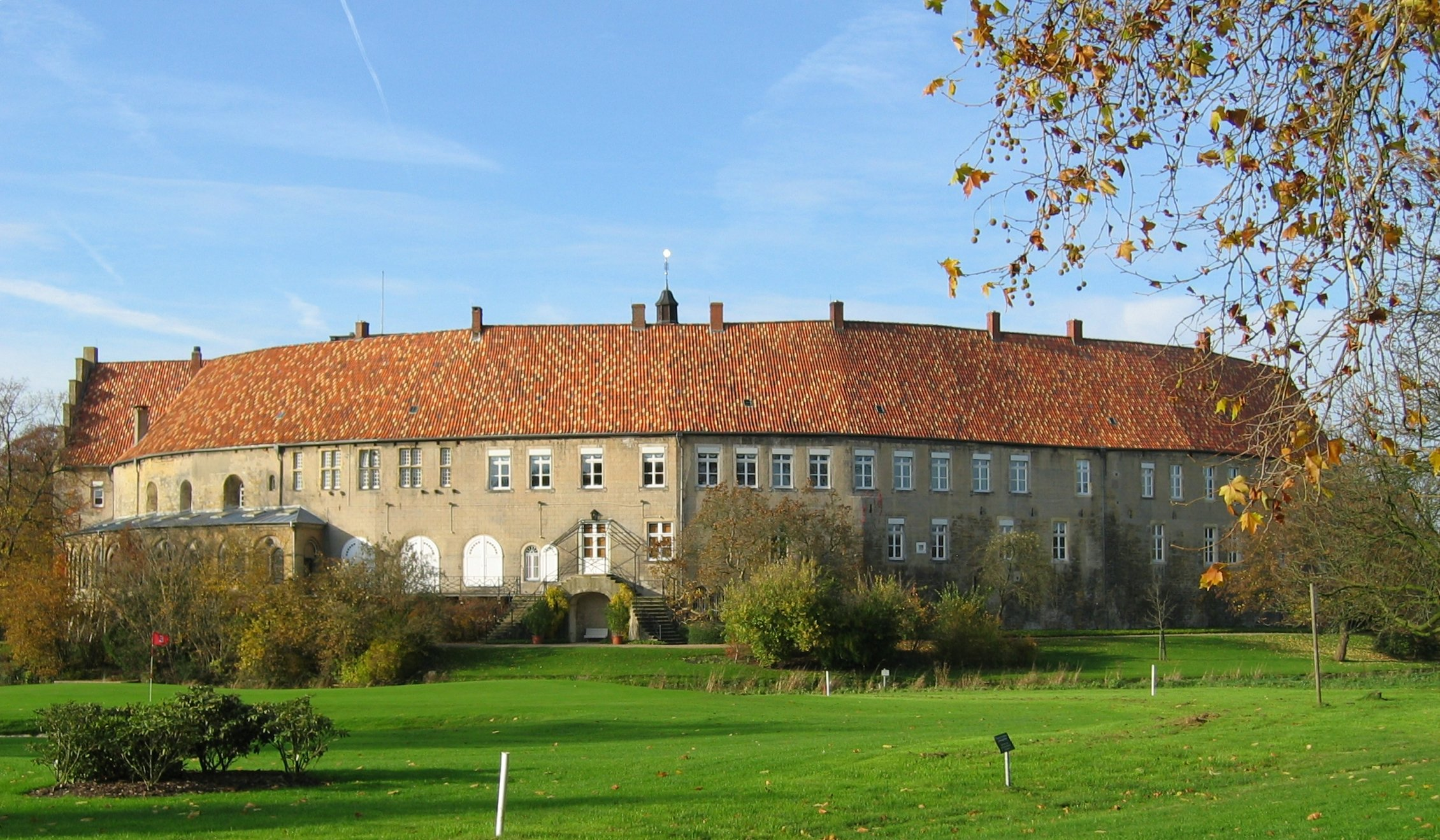
Замок Штайнфурт
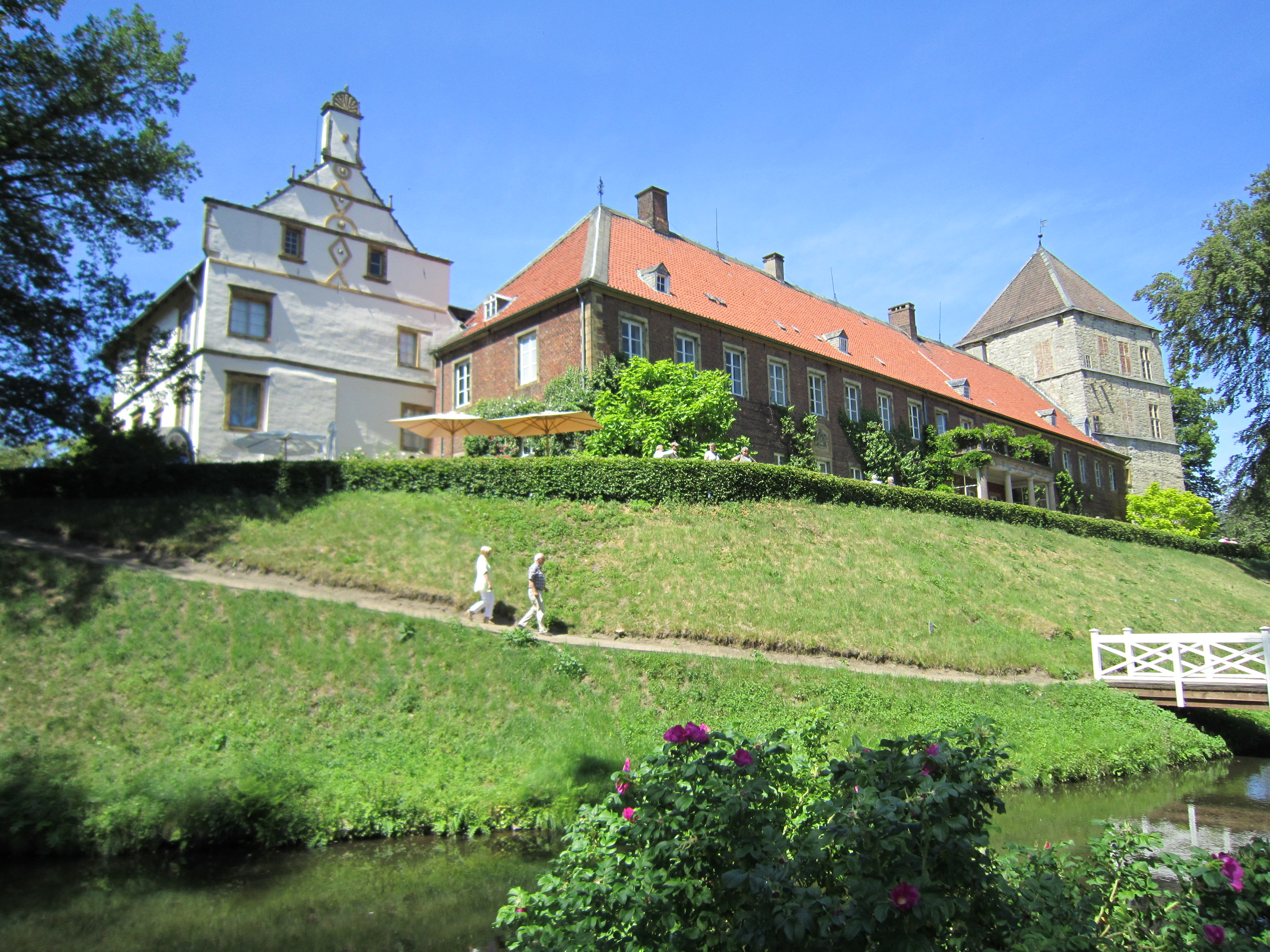
Замок Реда
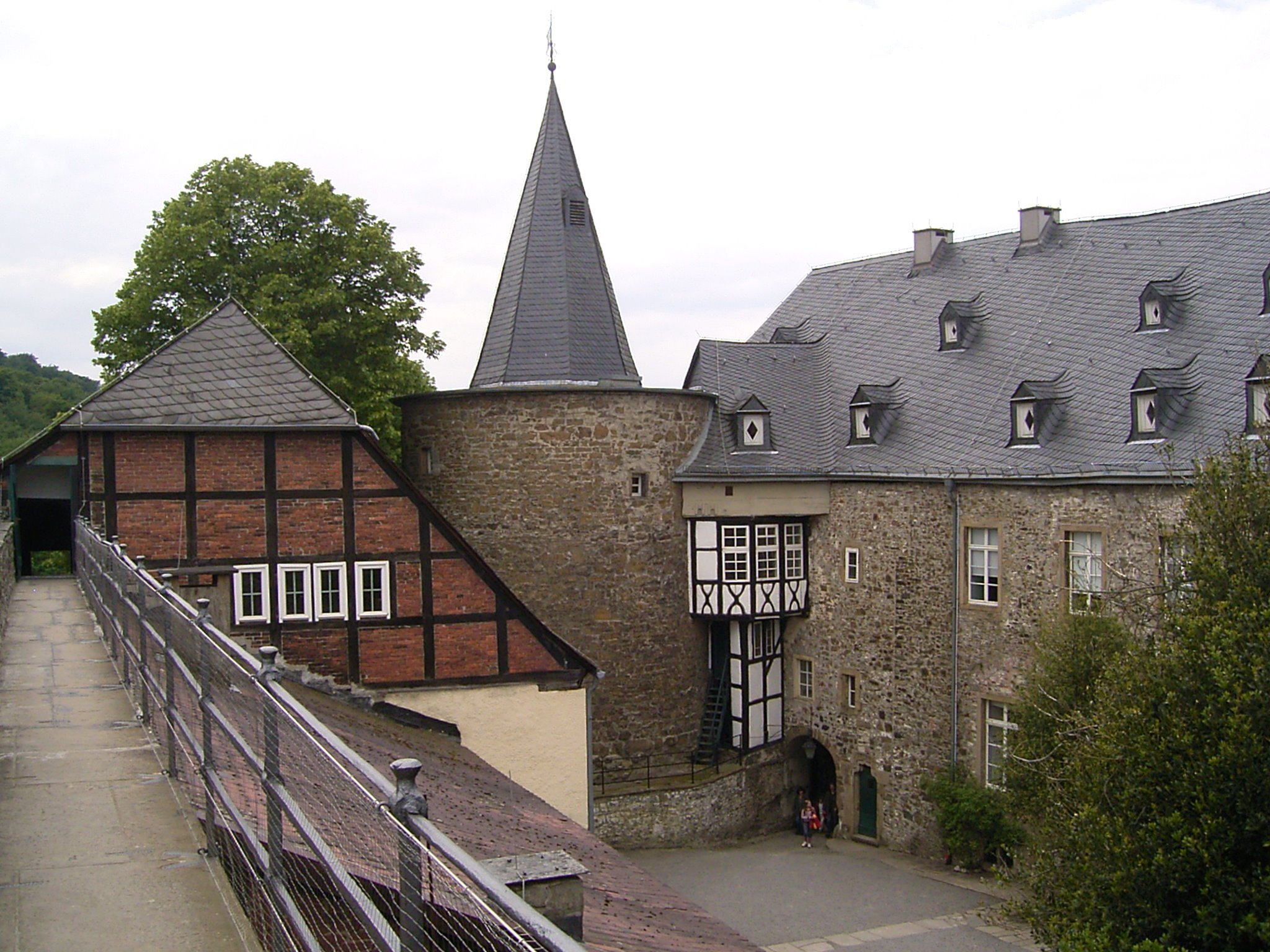
Замок Гоґенлімбург